# Boca West International 1976
Il Boca West International 1976 è stato un torneo di tennis giocato sulla terra rossa. È stata la 2ª edizione del Boca West International, che fa parte del Commercial Union Assurance Grand Prix 1976. Si è giocato a Boca Raton negli USA, dal 2 all'8 febbraio 1976.

## Campioni

### Singolare
Butch Walts ha battuto in finale  Cliff Richey con il punteggio di 3–6 6–4 6–4

### Doppio
Vitas Gerulaitis /  Clark Graebner hanno battuto in finale  Bruce Manson /  Butch Walts con il punteggio di 6–2, 6–4